# Emilia Rydberg
Hanna Emilia Rydberg-Mitiku, beter bekend als Emilia (Stockholm, 5 januari 1978) is een Zweedse zangeres. Emilia is een voorbeeld van een eendagsvlieg: haar debuutsingle getiteld Big Big World werd een grote hit, maar daarna heeft ze geen hits meer gehaald.
De vader van Rydberg is de populaire Ethiopische zanger Tèshomè Mitiku. Haar moeder is de Zweedse Malena Rydberg. 
Emilia studeerde economie, totdat ze werd ontdekt nadat ze een demotape van haar r&b- en funk-band naar een directeur van een platenmaatschappij had gestuurd. Deze viel op haar stem, maar vond r&b- en funkmuziek niet voor haar stem geschikt. In plaats daarvan zocht hij wat onschuldiger liedjes uit voor het debuutalbum, dat in september 1998 verscheen. Op dit album stond de hitsingle Big Big World dat in onder meer de Scandinavische landen, België en Nederland een nummer 1-hit werd.
Tegenwoordig is ze nog geregeld actief als presentatrice op de Zweedse televisie. In 2007 bracht Emilia voor het eerst sinds zes jaar een nieuw album uit. Van het album, getiteld Små Ord Av Kärlek is inmiddels de eerste single, Var Minut, uitgebracht, welke het in thuisland Zweden tot een 2e plaats in de hitlijsten schopte.
In 2009 deed ze mee aan Melodifestivalen, de Zweedse voorrondes voor het Eurovisiesongfestival, waarmee ze het tot de finale in de Ericsson Globe gebracht heeft, met het nummer You're My World.

## Discografie

### Albums
| Album met eventuele hitnotering(en) in de Nederlandse Album Top 100 | Datum van verschijnen | Datum van binnenkomst | Hoogste positie | Aantal weken | Opmerkingen |
| ------------------------------------------------------------------- | --------------------- | --------------------- | --------------- | ------------ | ----------- |
| Big Big World                                                       | 15-12-1998            | 26-12-1998            | 63              | 8            |             |
| Emilia                                                              | 2000                  | -                     |                 |              |             |
| Små ord av kärlek                                                   | 18-04-2007            | -                     |                 |              |             |
| My world                                                            | 23-09-2009            | -                     |                 |              |             |

| Album met hitnotering(en) in de Vlaamse Ultratop 200 albums | Datum van verschijnen | Datum van binnenkomst | Hoogste positie | Aantal weken | Opmerkingen |
| ----------------------------------------------------------- | --------------------- | --------------------- | --------------- | ------------ | ----------- |
| Big Big World                                               | 1998                  | 30-01-1999            | 46              | 5            |             |

### Singles
| Single met eventuele hitnotering(en) in de Nederlandse Top 40 | Datum van verschijnen | Datum van binnenkomst | Hoogste positie | Aantal weken | Opmerkingen                              |
| ------------------------------------------------------------- | --------------------- | --------------------- | --------------- | ------------ | ---------------------------------------- |
| Big Big World                                                 | 17-11-1998            | 28-11-1998            | 1(3wk)          | 18           | Nr. 1 in de Single Top 100 / Alarmschijf |
| Good sign                                                     | 22-02-1999            | 13-03-1999            | tip3            | -            | Nr. 52 in de Single Top 100              |
| Watch the stars                                               | 27-02-2012            | -                     |                 |              | met Bryan Rice                           |

| Single met hitnotering(en) in de Vlaamse Ultratop 50 | Datum van verschijnen | Datum van binnenkomst | Hoogste positie | Aantal weken | Opmerkingen                 |
| ---------------------------------------------------- | --------------------- | --------------------- | --------------- | ------------ | --------------------------- |
| Big Big World                                        | 1998                  | 28-11-1998            | 1(5wk)          | 19           | Nr. 1 in de Radio 2 Top 30  |
| Good sign                                            | 1999                  | 17-04-1999            | 44              | 5            |                             |
| Kiss by kiss                                         | 2001                  | 31-03-2001            | tip2            | -            | Nr. 21 in de Radio 2 Top 30 |
| Watch the stars                                      | 2012                  | 17-03-2012            | tip41           | -            | met Bryan Rice              |
| So wonderful                                         | 2013                  | 01-06-2013            | tip91*          |              | als Emilia Mitiku           |

### NPO Radio 2 Top 2000
| Nummer met noteringen in de NPO Radio 2 Top 2000 | '99 | '00 | '01  |
| ------------------------------------------------ | --- | --- | ---- |
| Big Big World                                    | 935 | 909 | 1940 |

1. ↑  Een vetgedrukt getal geeft de hoogste notering aan.
2. ↑  Deze tabel is bijgewerkt tot en met de laatste editie (2024).